# Yann Cunha

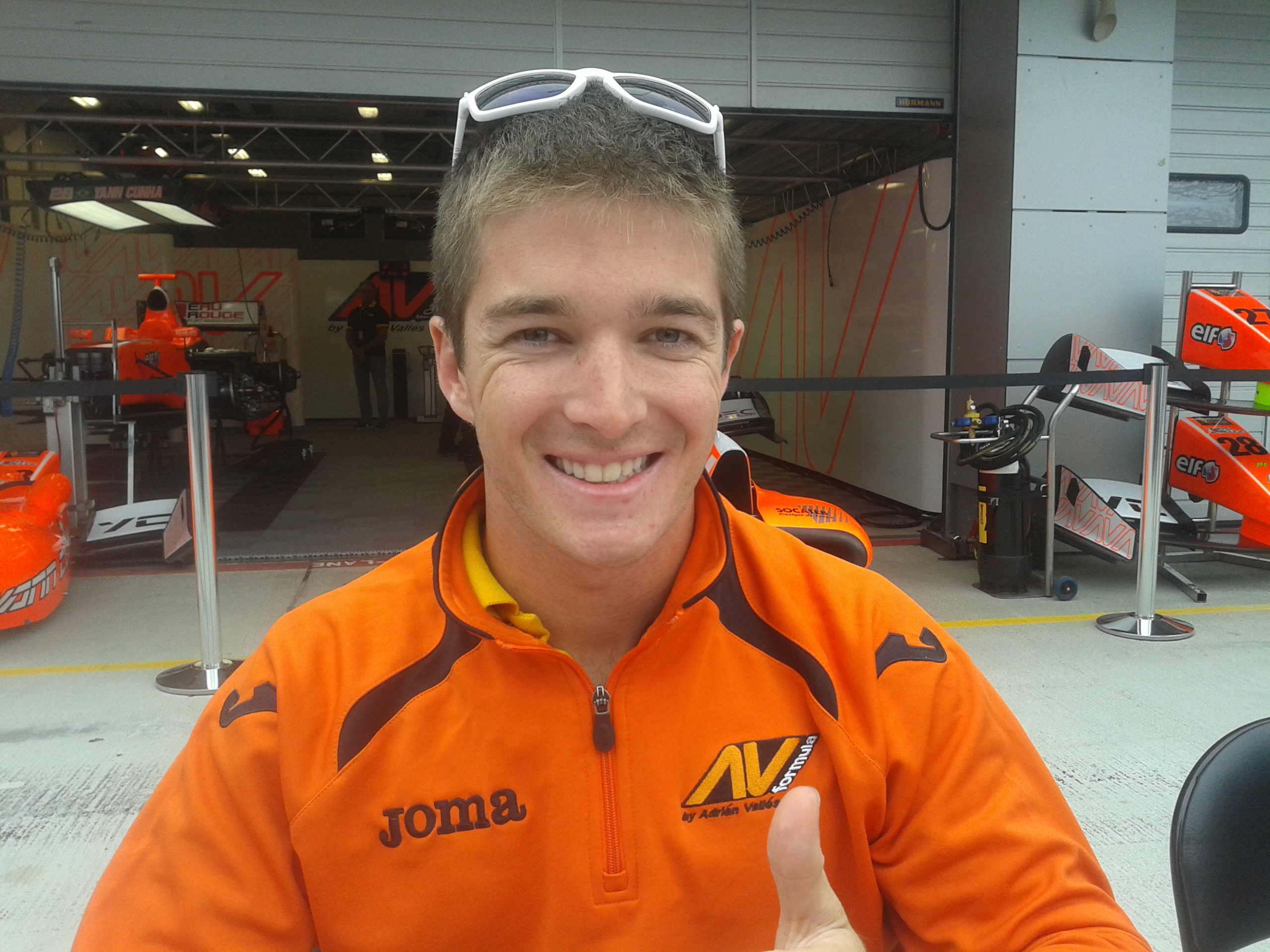
Yann Cunha

Yann Cunha (Brasilia, 22 januari 1991) is een Braziliaans autocoureur.

## Carrière

### Karting
Cunha begon zijn autosportcarrière in het karting. In november 2010 won hij, samen met Luiz Cordeiro en Lu Boesel, de bekende 500-mijls kartrace in Granja Viana, São Paulo.

### Formule 3
In 2008 stapte Cunha over naar het formuleracing, waarmee hij begon in de Formule 3 in het Zuid-Amerikaanse Formule 3-kampioenschap. In zijn eerste seizoen nam hij slechts deel aan enkele races, waarna hij in 2009 fulltime overstapte naar dit kampioenschap.
In 2009 reed Cunha, net als in 2008, voor het team Razia Sports. Hij eindigde als vijfde in het kampioenschap met zeven podumplaatsen, waarmee hij de beste rookie was.
In 2010 reed Cunha opnieuw in de Zuid-Amerikaanse Formule 3, maar stapte hij over naar het team Bassan Motorsport. Hij eindigde als tweede in het kampioenschap met 7 overwinningen, slechts 10 punten achter Bruno Andrade.
In 2010 nam Cunha ook deel aan één raceweekend op Silverstone in het Britse Formule 3-kampioenschap voor het team CF Racing with Manor Motorsport. Hij eindigde de eerste race als twintigste en de andere twee races op plaats 22.
In 2011 reed Cunha het volledige seizoen in de Britse Formule 3 voor het team T-Sport. Hij kende een teleurstellend seizoen met als beste resultaat een negende plaats op Snetterton, en kreeg ook nog 40 punten aftrek omdat hij tegelijk met de Britse Formule 3 ook in de European F3 Open reed. Hierdoor eindigde hij het seizoen als 26e en laatste met −36 punten. In de European F3 Open eindigde hij als negende met één overwinning in Portimão en 44 punten.

### Formule Renault 3.5 Series
In 2012 stapte Cunha over naar de Formule Renault 3.5 Series, waar hij voor het team Pons Racing ging rijden. Hij kreeg hier Zoël Amberg als teamgenoot. Zijn beste resultaat was een elfde plaats in de tweede race op Spa-Francorchamps en eindigde zonder punten als 29e in het kampioenschap.
In 2013 blijft Cunha in de Formule Renault 3.5 rijden, maar stapt hij over naar het nieuwe team AV Formula. Hij krijgt hier Arthur Pic als tamgenoot.

### Auto GP
In 2012 reed Cunha ook twee raceweekenden in de Auto GP voor het team Ombra Racing, waar hij Giancarlo Serenelli als teamgenoot had. Cunha reed in de raceweekenden in Valencia en Marrakesh, waarin zijn beste resultaat een zesde plaats was in de tweede race in Marrakesh en hiermee als achttiende in het kampioenschap eindigde met 8 punten.